# Смертельная зона
«Смертельная зона» (англ. Outside the Wire) — американский научно-фантастический фильм, режиссёра Микаэля Хофстрёма. Фильм вышел на Netflix 15 января 2021 года.

## Сюжет
В ближайшем будущем, в 2036 году, оператор беспилотника отправляется в смертельную военизированную зону и должен работать с офицером-андроидом Лео, чтобы найти устройство Судного дня, систему «Периметр». Действия происходят на территории Украины. Американские войска защищают украинское движение «Единство», действуя против вышедших из подчинения Кремлю пророссийских повстанцев («красных»), лидер которых Виктор Коваль стремится овладеть «Периметром».

## В ролях
- Демсон Идрис — лейтенант Томас Харп, пилот дрона
- Энтони Маки — Лео, офицер-андроид
- Эмили Бичем — София, лидер «Едности»
- Майкл Келли — полковник Экхарт
- Габор Крауш — Василий
- Велибор Топич — Ошляк
- Энцо Чиленти — Миллер
- Пилу Асбек — Виктор Коваль, командир «красных»
- Роберт Джексон — Коннел
- Балинт Магуар — генерал «красных»
- Игорь Шаш — Андрей Коляда
- Андрей Карпатский — Олег Козаченко

## Критика
На сайте-агрегаторе Rotten Tomatoes фильм имеет рейтинг 36% на основании 80 рецензий. Средний рейтинг — 4,8 из 10. Консенсус сервиса гласит: «Смертельная зона — годное научно-фантастическое развлечение, в котором достаточно действия, чтобы удержать внимание зрителей». На Metacritic фильм получил 45 баллов из 100 на основании 15 отзывов, что в общем значит «среднюю или смешанную оценку».